# Flügelsondierung

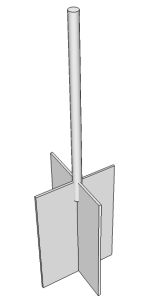
Sondenspitze einer Flügelsonde

Die Flügelsondierung ist eine Prüfmethode, mit deren Hilfe die Scherfestigkeit eines wassergesättigten, undränierten sowie bindigen und organischen Bodens untersucht werden kann. Das Verfahren kommt im Straßenbau und Erdbau zur Anwendung. Im Grunde gibt der Versuch an, wie viel Widerstand der Boden der Drehbewegung eines mit Flügeln versehenen Stabes (Flügelsonde) entgegensetzt. Je höher die Scherfestigkeit des Bodens, desto höher ist auch der gemessene Widerstand.
Erste Vorformen der Flügelsonde wurden 1929 bei der Degebo entwickelt und patentiert, die eigentliche Entwicklung erfolgte aber erst nach dem Zweiten Weltkrieg anderswo.

## Flügelscherversuch
Der Versuch wird vor Ort (in situ) vorgenommen, die Sonde wird hierfür in den Boden eingedrückt. Die Überdeckung sollte ≥ 30 cm betragen. Anschließend wird mit gleichmäßiger Winkelgeschwindigkeit (30°/min) gedreht, bis es zum Bruch des Bodens kommt. Das dabei ermittelte maximale Drehmoment ermöglicht die Berechnung des Scherwiderstandes mit folgender Formel: (bei einer Plattenabmessung von H = 2 · D)
{\displaystyle \tau _{FL}={\frac {6\cdot M}{7\cdot \pi \cdot d^{3}}}\quad }
| {\displaystyle \tau _{FL}\quad } | = Scherwiderstand [MN/m²]   |
| {\displaystyle M\quad }          | = Drehmoment [MNm]          |
| {\displaystyle d\quad }          | = Abmessung des Flügels [m] |

## Normen und Standards
- DIN 4094 – Baugrund – Felduntersuchung
  - DIN 4094 – Teil 4: Flügelscherversuche
- DIN 4096 – Baugrund – Flügelsondierung – Maße des Geräts, Arbeitsweise, Auswertung (bis 2002)